# Rashan Gary
Rashan Gary (Plainfield, 17 novembre 1997) è un giocatore di football americano statunitense che milita nel ruolo di outside linebacker per i Green Bay Packers della National Football League (NFL).

## Carriera universitaria
Gary al college giocò a football con i Michigan Wolverines dal 2016 al 2018. Nelle ultime due stagioni fu inserito nella formazione ideale della Big Ten Conference.

## Carriera professionistica
Gary fu scelto nel corso del primo giro (12º assoluto) del Draft NFL 2019 dai Green Bay Packers. Debuttò come professionista subentrando nella gara del primo turno contro i Chicago Bears senza fare registrare alcuna statistica. Nel terzo turno mise a segno il primo sack in carriera su Joe Flacco dei Denver Broncos. La sua stagione da rookie si concluse con 21 tackle e 2 sack disputando tutte le 16 partite, nessuna delle quali come titolare.
Nel divisional round dei playoff 2020-2021 Gary guidò i Packers con 1,5 sack su Jared Goff nella vittoria sui Los Angeles Rams.
Gary iniziò la stagione 2022 con uno o più sack in tutte le prime quattro gare.
Nel terzo turno della stagione 2023, Gary, pur giocando solamente 23 snap, fece registrare 3 sack e 4 quarterback hits su Derek Carr nella vittoria in rimonta sui New Orleans Saints. Il 30 ottobre firmó un nuovo contratto quadriennale del valore di 107 milioni di dollari. Nella gara del Giorno del Ringraziamento mise a segno 3 sack, 2 fumble forzati e uno recuperato nella vittoria sui Detroit Lions.
Nel 2024 Gary fu convocato per il suo primo Pro Bowl.

## Palmarès
- Convocazioni al Pro Bowl: 1

2024